# Zweedse parlementsverkiezingen 1944
Hieronder de uitslag van de verkiezingen voor de Zweedse Tweede Kamer (Andra kammaren), gehouden op 17 september 1944.
| Partij                             | Partijleider            | Stemmen   | %       | ± %     | Zetels | ± Zetels |
| ---------------------------------- | ----------------------- | --------- | ------- | ------- | ------ | -------- |
| Socialdemokraterna (S)             | Per Albin Hansson       | 1 436 571 | 46,55   | ▼7,26   | 115    | ▼19      |
| Högerns riksorganisation (H)       | Gösta Bagge             | 488 921   | 15,84   | ▼2,19   | 39     | ▼3       |
| Folkpartiet (FP)                   | Gustaf Andersson        | 398 293   | 12,91   | ▲0,94   | 26     | ▲3       |
| Bondeförbundet (Bf)                | Axel Pehrsson-Bramstorp | 488 921   | 13,64   | ▲1,66   | 35     | ▲7       |
| Sveriges Kommunistiska Parti (SKP) | Sven Linderot           | 318 466   | 10,32   | ▲6,79   | 15     | ▲12      |
| Overig                             | —                       | 22 959    | 0,74    | —       | 0      | —        |
| Geldige stemmen                    | —                       | 3 086 304 | 100     | —       | —      | —        |
| Ongeldige stemmen                  | —                       | 27 815    | —       | —       | —      | —        |
| Totaal                             | Totaal                  | 3 099 103 | (71,90) | ▲(1,60) | 230    | —        |

1911 · 1914 · 1917 · 1920 · 1921 · 1924 · 1928 · 1932 · 1936 · 1940 · 1944 · 1948 · 1952 · 1956 · 1958 · 1960 · 1964 · 1968 · 1970 · 1973 · 1976 · 1979 · 1982 · 1985 · 1988 · 1991 · 1994 · 1998 · 2002 · 2006 · 2010 · 2014 · 2018 · 2022